# Olympische Sommerspiele 1900/Leichtathletik – 4000 m Hindernis (Männer)
Der 4000-Meter-Hindernislauf der Männer bei den Olympischen Spielen 1900 in Paris wurde am 16. Juli 1900 im Croix Catelan entschieden. Die Streckenlänge ergab sich aus der Länge der Bahn im Stadion, auf der acht Runden zu absolvieren waren. Auf jeder Runde waren eine Hürde, ein Graben und eine Mauer zu überwinden.
Die Briten feierten einen dreifachen Erfolg. Olympiasieger wurde John Rimmer, auf Rang zwei kam Charles Bennett, und Sidney Robinson belegte den dritten Platz.

## Disziplin Hindernislauf bei Olympischen Spielen
Nach dem tags zuvor ausgetragenen Hindernislauf über 2500 Meter war dies der zweite Hinderniswettbewerb, der in der olympischen Leichtathletik ausgetragen wurde. Die Strecke mit ihren Hindernissen war damals in keiner Weise standardisiert. So macht es keinen Sinn, irgendwelche Rekorde oder Bestzeiten aufzulisten. Bei den Spielen vier Jahre später in St. Louis wurde ein Hindernislauf über eine Distanz von 2590 Metern ausgetragen und auch in den Folgejahren gab es unterschiedliche Längen der Hindernislaufstrecke, bevor ab 1920 die bis heute übliche Distanz von 3000 Metern eingeführt wurde.

## Medaillen
Wie schon bei den I. Olympischen Spielen vier Jahre zuvor gab es jeweils eine Silbermedaille für den Sieger und Bronze für den zweitplatzierten Athleten. Der Sportler auf Rang drei erhielt keine Medaille. 

## Ergebnis

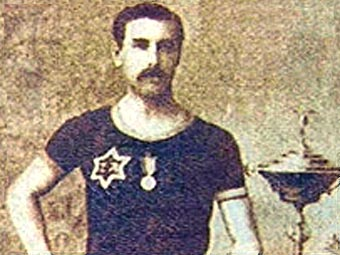
Charles Bennett errang als Olympiazweiter eine Bronzemedaille

Es gab nur acht Teilnehmer, deshalb wurden wie am Tag vorher auf der kürzeren Distanz keine Vorläufe angesetzt, der Wettbewerb wurde in einem Lauf entschieden.
| Platz | Athlet           | Land           | Zeit (min) |
| ----- | ---------------- | -------------- | ---------- |
| 1     | John Rimmer      | Großbritannien | 12:58,4    |
| 2     | Charles Bennett  | Großbritannien | 12:58,8    |
| 3     | Sidney Robinson  | Großbritannien | 12:58,8    |
| 4     | Jean Chastanié   | Frankreich     | k. A.      |
| 5     | George Orton     | Kanada         | k. A.      |
| 6     | Franz Duhne      | Deutschland    | k. A.      |
| –     | Alex Grant       | USA            | DNF        |
| –     | Thaddeus McClain | USA            | DNF        |

John Rimmer feierte auf dieser Strecke einen Start-Ziel-Sieg. Alex Grant, Bruder des Marathonläufers Dick Grant, konnte lange mithalten, fiel in der letzten Runde zurück und wurde noch von mehreren Konkurrenten überlaufen, worauf er das Rennen aufgab. Charles Bennett und Sidney Robinson, der Olympiazweite vom 2500-Meter-Hindernisrennen, kamen dem späteren Sieger noch sehr nahe, konnten Rimmer aber nicht mehr ganz erreichen. Ihr Rückstand ist bei SportsReference mit anderthalb bzw. zwei Yards angegeben. Jean Chastanié, der Dritte des Hindernis-Wettbewerbs über die kürzere Distanz, hatte einen Rückstand von weiteren acht Yards. George Orton, tags zuvor Sieger über 2500 Meter, war über Nacht durch einen Magen-Darm-Infekt geschwächt und konnte nicht in den Medaillenkampf eingreifen.
Alle Angaben zu den Platzierungen stimmen auch hier in den verwendeten Quellen überein. Die Zeiten für die Plätze zwei und drei finden sich bei zur Megede. In seinem Buch führt auch die beiden Läufer nicht auf, die nach der hier dargestellten Variante aus allen drei anderen verwendeten Quellen, das Rennen aufgegeben haben.

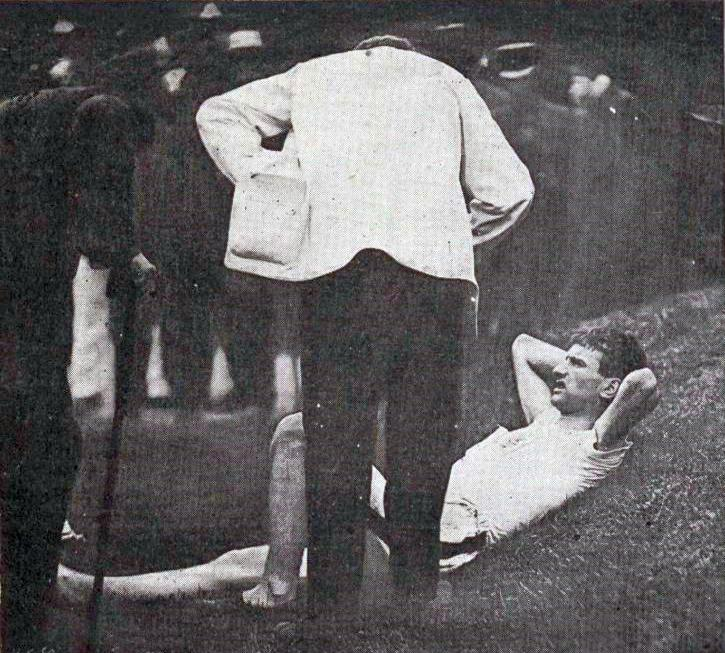
Der Olympiadritte Sidney Robinson nach dem Rennen
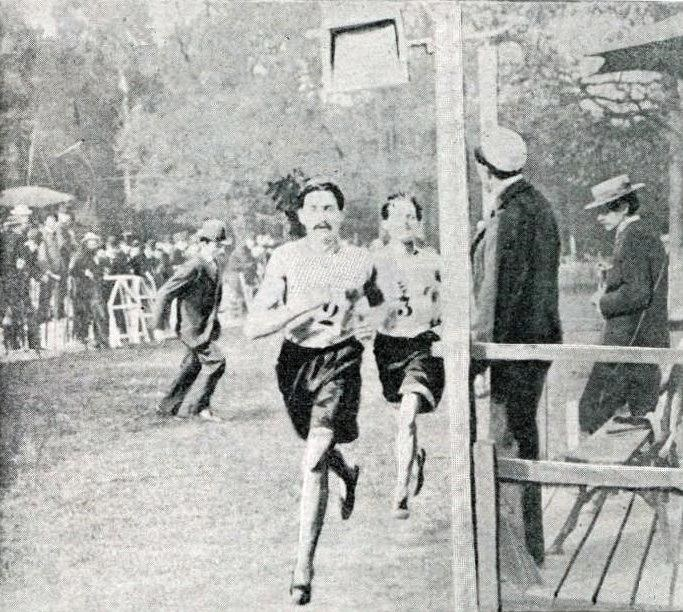
Der Olympiavierte Jean Chastanié, auch Dritter über 2500 Meter Hindernis – hier als französischer Meister über 4000 Meter Hindernis im Jahre 1900
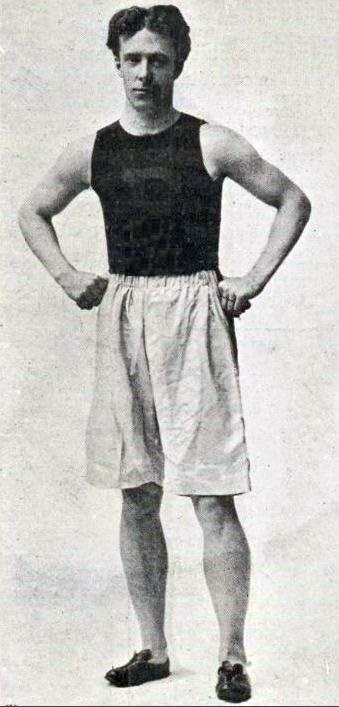
George Orton, tags zuvor Sieger über 2500 Meter Hindernis, kam nach einer Erkrankung hier nur auf Rang fünf
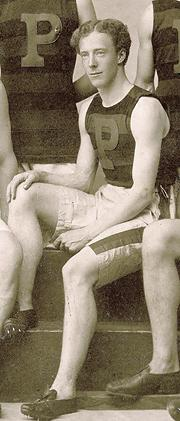
Alex Grant, zwei Tage zuvor über 800 Meter im Vorlauf ausgeschieden, erreichte im Hindernislauf nicht das Ziel